# 船街

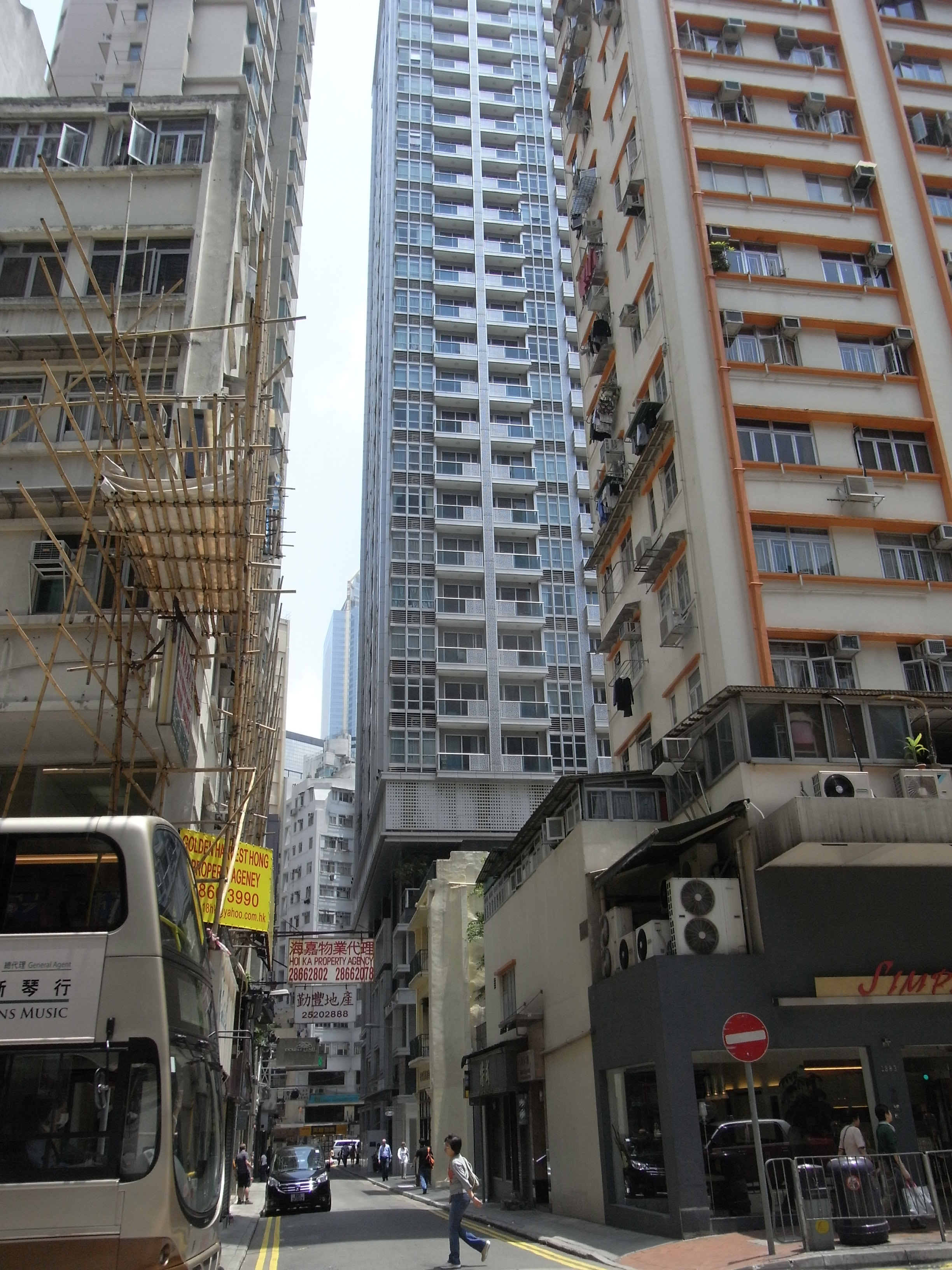
船街（皇后大道東以北）

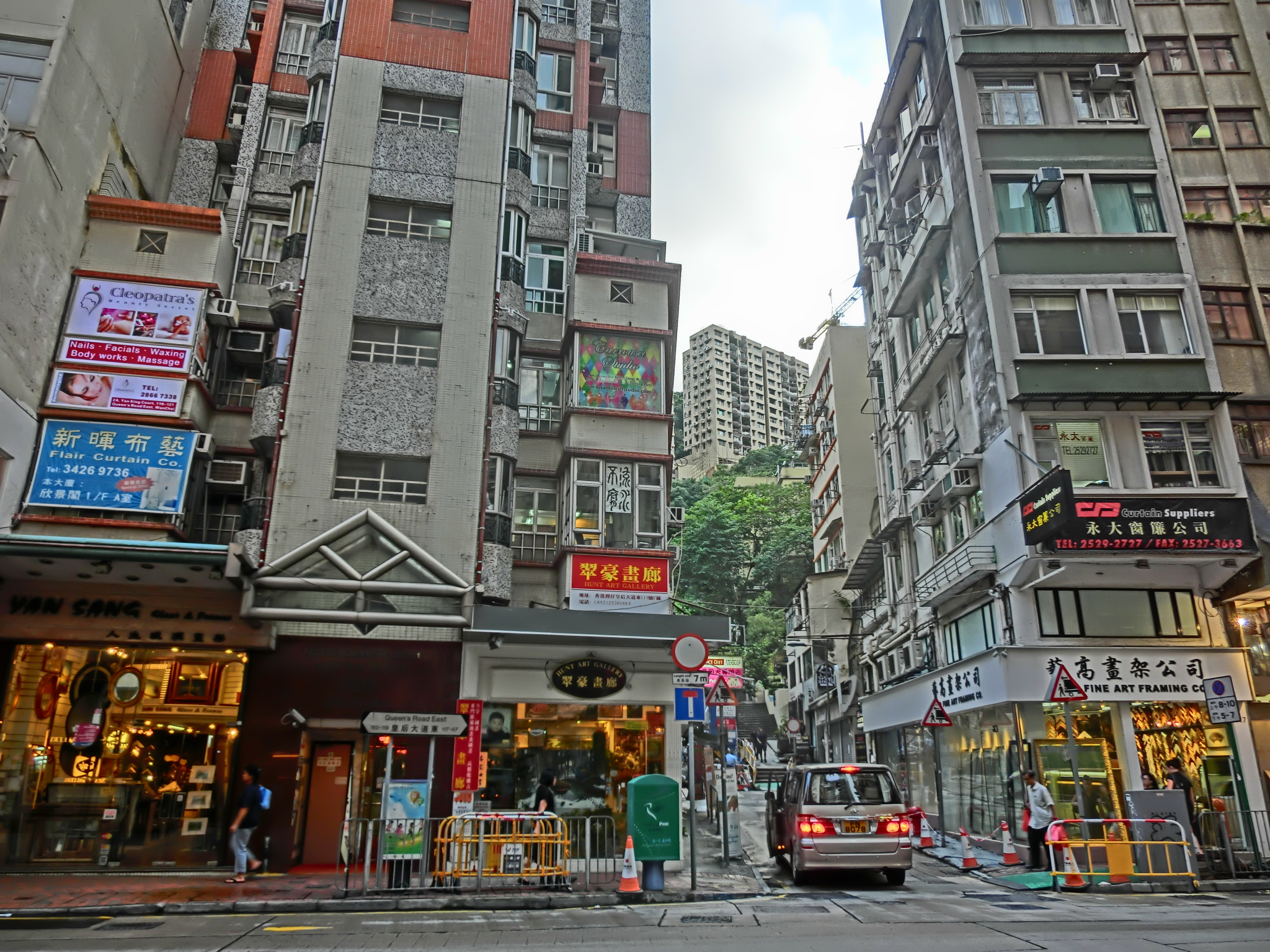
船街（皇后大道東以南）

船街（英語：Ship Street）是香港灣仔的一條街道，連接莊士敦道及堅尼地道。其中皇后大道東至堅尼地道一段為樓梯。該街道接近半山區，兩旁的房屋均是舊式設計，而大部份的單位已經空置，因此環境非常幽靜。船街的北段近莊士敦道，是商業化的地方，尤其是嘉薈軒在2008年春季新落成之後。該段船街的建築物樓上是住宅，臨街地鋪多數是食肆，店前是泊車位。

## 歷史
船街（以前叫洋船街南固台下还有個街道牌）於1910年代建成。由於當時其附近的莊士敦道是碼頭，因此該處附近街道以海上交通工具以及中國港口城市命名。船街的樓梯由石板砌成，一直保存至今，為香港其中一條保存完好的戰前樓梯街。在1980年代合和中心未建成前，附近學校的學生，包括嘉諾撒聖方濟各書院及同濟中學，都會使用該樓梯上落。

## 未來發展
合和實業擬在該處樓宇重建，發展一座叫合和中心二期的大型酒店，並發展當地南固臺這個古蹟，不過遭到當地的居民的強烈反對，所以計劃並未開始，正被香港城市規劃委員會檢討當中。環保人士亦擔心發展計劃會影響該處別具特色的石牆樹。近年，政府決定把船街重建成為觀光景點，並加入航海元素，如19世紀商船模型等。